# Żanna Litwina
Żanna Mikałajeuna Litwina (biał. Жанна Мікалаеўна Літвіна, ros. Жанна Николаевна Литвина, Żanna Nikołajewna Litwina; ur. 30 sierpnia 1954) – białoruska dziennikarka, od 1995 roku prezeska Białoruskiego Stowarzyszenia Dziennikarzy.

## Życiorys
Urodziła się 30 sierpnia 1954 roku. Ukończyła studia na Wydziale Dziennikarstwa Białoruskiego Uniwersytetu Państwowego. W latach 1976–1994 pracowała w strukturach Państwowego Komitetu Białoruskiej SRR ds. Telewizji i Radia (od 1991 do 1994 roku – Państwowego Komitetu Republiki Białorusi ds. Telewizji i Radia), przechodząc drogę od młodszej redaktorki do redaktorki naczelnej Głównej Redakcji Rozgłośni Młodzieżowej. Od 1994 roku była dyrektorką generalną spółki „BM Inform”. Od 1995 roku pełniła funkcję prezeski Białoruskiego Stowarzyszenia Dziennikarzy.
Autorzy książki „Kto jest kim w Białorusi” opisują ją jako „niepoprawną altruistkę, gotową do poświęcenia w imię szlachetnego celu”.

## Życie prywatne
Żanna Litwina jest mężatką. Jest prawosławna i bezpartyjna.